# Punta Gloria
Punta Gloria ist eine Landspitze an der Westküste der Wiencke-Insel im westantarktischen Palmer-Archipel. Sie liegt zwischen Punta Victoria und dem Damoy Point an der Gerlache-Straße.
Chilenische Wissenschaftler benannten sie 1947. Der weitere Benennungshintergrund ist nicht überliefert.